# Chloris (thực vật)
Chloris là một chi phân bố rộng trong họ Hòa thảo (Poaceae), với tên gọi của các loài có ở Việt Nam là cỏ mật hay lục.
Chi này được tìm thấy khắp thế giới, nhưng đặc biệt phổ biến trong khu vực nhiệt đới và cận nhiệt đới, và thường thấy ở Nam bán cầu. Các loài khá đa dạng về hình thái, nhưng tổng thể chúng không cao quá 0,5 mét. Chúng có các cụm hoa giống như kiểu tán, với một vài chùm dàn thành các hàng bông con (cành hoa).
Chi này được đặt tên khoa học theo Chloris trong thần thoại Hy Lạp, một thần nữ gắn với hoa và mùa xuân.

## Các loài[2][3][4]
1. Chloris affinis
2. Chloris amethystea
3. Chloris andropogonoides
4. Chloris anomala
5. Chloris arenaria
6. Chloris barbata - lục lông, cỏ mật lông.
7. Chloris berazainiae
8. Chloris berroi
9. Chloris boivinii
10. Chloris boliviensis
11. Chloris bournei
12. Chloris × brevispica
13. Chloris burmensis
14. Chloris canterae
15. Chloris castilloniana
16. Chloris ciliata
17. Chloris clementis
18. Chloris cruciata
19. Chloris cubensis
20. Chloris cucullata
21. Chloris diluta
22. Chloris divaricata
23. Chloris ekmanii
24. Chloris elata
25. Chloris exilis
26. Chloris filiformis
27. Chloris flabellata
28. Chloris formosana
29. Chloris gayana
30. Chloris halophila
31. Chloris humbertiana
32. Chloris jubaensis
33. Chloris lamproparia
34. Chloris lobata
35. Chloris mearnsii
36. Chloris mensensis
37. Chloris montana
38. Chloris mossambicensis
39. Chloris orthonoton
40. Chloris paniculata
41. Chloris parvispicula
42. Chloris pectinata
43. Chloris pilosa
44. Chloris pumilio
45. Chloris pycnothrix
46. Chloris quinquesetica
47. Chloris radiata
48. Chloris robusta
49. Chloris roxburghiana
50. Chloris ruahensis
51. Chloris rufescens
52. Chloris sagraeana
53. Chloris sesquiflora
54. Chloris subdolichostachya
55. Chloris submutica
56. Chloris suringarii
57. Chloris texensis
58. Chloris truncata
59. Chloris ventricosa
60. Chloris verticillata
61. Chloris virgata - lục cong, cỏ mật nhẵn, cỏ mật lá nhẵn
62. Chloris wightiana
63. Chloris woodii

### Chuyển đi[2]
Một số loài hiện nay được coi là phù hợp với các chi như Aegopogon, Austrochloris, Bouteloua, Chondrosum, Chrysochloa, Ctenium, Cynodon, Dactyloctenium, Daknopholis, Disakisperma, Eleusine, Enteropogon, Eulalia (tổ Pseudopogonatherum), Eustachys, Gymnopogon, Harpochloa, Leptochloa, Oxychloris, Schoenefeldia, Tetrapogon, Trichloris.